# Enrico Thiébat
Enrico Thiébat, né le 2 août 1949 à Aoste et mort le 14 décembre 1992 à Verrayes, est un chanteur, auteur, acteur de cabaret, peintre et sculpteur italien originaire de la Vallée d'Aoste.

## Biographie
Issu d'une famille bourgeoise et nombreuse (son frère Pierre-Louis a été syndic d'Aoste de 1995 à 2000), Enrico Thiébat montre dès son enfance ses capacités d'acteur.
Pendant l'adolescence, il fréquente le lycée et il étudie la guitare, le chant et l'art de la caricature. Il obtient en 1974 un diplôme en sciences politiques à Turin et participe aux insurrections de 1968, lorsqu'il s'approche de l'anarchie, caractéristique principale de sa pensée.
Il fréquente l'équipe d'Action culturelle, un centre culturel valdôtain créé en 1967 et 1968.
Son activité artistique s'épanouit dans les années 1970 à travers des expositions de ses tableaux entre Aoste et Milan, ses poèmes et ses chansons se diffusent parfois à l'aide d'autres chanteurs, il se produit en concert dans les théâtres et dans les bars, dans les salles paroissiales et aux manifestations politiques.
Il vit quelques mois à Paris comme bohémien. Les clochards de la capitale française le surnomment Henri la trompette. Rentré en Vallée d'Aoste, il déménage à Oyace où il cohabite avec une fille nommée Louise et apprend l'art de la sculpture sur bois. Il travaille également comme bûcheron.
Il part ensuite pour Séville où il s'unit à un groupe d'avant-garde qui le pousse vers l'art abstrait.
Il s'intéresse toujours de politique et il s'impose comme un esprit libre et indépendant. Ses provocations sont célèbres : lors des élections régionales de 1978, lorsque pour la première fois un parti de la gauche radicale est présent en Vallée d'Aoste, il s'amuse à écrire sur les murs de la ville le slogan « élections, piège à cons ». Il critique également les personnalités politiques régionales avec le slogan « politiciens, politi... chiens » dans des chansons comme Queun Casino et Bossa des boss. Il se lance contre le Présidàn di vatze lorsqu'éclate le scandale du casino de Saint-Vincent.
En 1976, il commence à collaborer dans le secteur de la production avec la RAI, qui venait d'ouvrir son siège régional à Aoste. Il réalise plusieurs programmes, entre autres une série d'émissions radio sur Jacques Brel. Il crée la même année le groupe Eau de vie avec César Marguerettaz et Franco Degani.
Il est traditionnellement considéré comme l'héritier de Magui Bétemps.
En 1989, naît sa fille Marthe, qui le suivra souvent dans ses voyages.
Il meurt le 14 décembre 1992, à 43 ans, dans un accident de voiture à Champagne, sur la commune de Verrayes. Il est enterré au cimetière de Challand-Saint-Anselme, son village d'origine. Sa mort marque la fin du mouvement anarchique en Vallée d'Aoste.
Le 31 décembre 1992, la RAI nationale lui dédie une soirée intitulée Enrico Thiébat, en souvenir, par Carlo Rossi, suivi le 6 janvier par une émission sur Radio 2.

## Production artistique

### Musique
La production de Thiébat est en français, arpitan valdôtain et italien. Par exemple, il a adapté en français une chanson provençale traditionnelle, La jambe me fait mal. Il a repris Les bourgeois de Brel et Sei bella negli occhi et Maremma d'auteurs inconnus.
Parmi ses succès majeurs : L'acqua, Sedimentalmente tuo, Mi è salita una mosca in macchina, Run run, Storia d'amore di un ricco signore, Governu italianu, Queun casino, Giudice,  C'ho la donna che mi mena, Une île, Blanche biche, Le deserteur, Il cavaliere d'argento, La femme honnête, Les canuts, Le calembour inutile, Storiella del vescovo, La princesse et le mariage, Quand je menais mes chevaux boire, Storiella del marocchino, Politiciens, Est presque l'automne, Storiella dello sfasciacarrozze, Fru fru, Nebbia, Alla valle, Casino, Mi faccio un fondo cosi et A Cormajo.
J'ai un amour, inédite jusqu'en 2011, a été présentée par Maura Susanna lors de la Saison culturelle au théâtre Giacosa à Aoste.

### Peinture et sculpture
La production artistique de Thiébat en tant que peintre et sculpteur n'atteint pas le niveau de sa musique. Il se caractérise par une tendance vers l'art abstrait, il subit notamment l'influence de l'avant-garde française, à travers des compositions complexes et chaotiques, presque apocalyptiques : « Homme totalement libre, il a chanté le Moyen Âge à venir [...] À la différence des maîtres historiques de l'expressionnisme informel, Enrico Thiébat peint pour représenter, et non pas pour posséder seulement la puissance de la matière ». Il expérimente notamment l'aquarelle, l'acrylique, la tempera et l'huile, l'encre de Chine sur papier et le collage, et la technique mixte.
Ses sculptures, principalement en bois et de sujet abstrait, mêlent souvent des matériaux différents. Ses œuvres n'ont souvent pas de titre.